# Litchfield (Minnesota)
Litchfield ist eine Stadt (mit dem Status „City“) und Verwaltungssitz des Meeker County im US-amerikanischen Bundesstaat Minnesota. Das U.S. Census Bureau hat bei der Volkszählung 2020 eine Einwohnerzahl von 6624 ermittelt.

## Geografie
Litchfield liegt am Lake Ripley im südlichen Zentrum Minnesotas auf 45°07′29″ nördlicher Breite und 94°31′33″ westlicher Länge. Die Stadt erstreckt sich über 13,99 km², die sich auf 11,47 km² Land- und 2,52 km² Wasserfläche verteilen.
Benachbarte Orte von Litchfield sind Eden Valley (23,3 km nördlich), Kingston (24,8 km nordöstlich), Darwin (10,8 km ostsüdöstlich), Cedar Mills (22,7 km südlich) und Grove City (14,5 km westnordwestlich).
Die nächstgelegenen größeren Städte sind die Twin Cities (107 km östlich), Des Moines in Iowa (485 km südsüdöstlich), Omaha in Nebraska (531 km südsüdwestlich), Fargo in North Dakota (297 km nordwestlich) und Duluth am westlichsten Punkt des Oberen Sees (299 km nordöstlich).

## Verkehr
Im Stadtgebiet von Litchfield treffen der U.S. Highway 12 und die Minnesota State Route 22 zusammen. Alle weiteren Straßen innerhalb des Stadtgebiets sind untergeordnete Landstraßen, teils unbefestigte Fahrwege und innerstädtische Verbindungsstraßen.
In Nordwest-Südost-Richtung verläuft eine Eisenbahnlinie der BNSF Railway durch das Stadtgebiet von Litchfield.
Mit dem Litchfield Municipal Airport befindet sich ein kleiner Flugplatz am südöstlichen Stadtrand. Der nächste Großflughafen ist der 124 km östlich gelegene Minneapolis-Saint Paul International Airport.

## Demografische Daten
Nach der Volkszählung im Jahr 2010 lebten in Litchfield 6726 Menschen in 2747 Haushalten. Die Bevölkerungsdichte betrug 586,4 Einwohner pro Quadratkilometer. In den 2747 Haushalten lebten statistisch je 2,37 Personen.
Ethnisch betrachtet setzte sich die Bevölkerung zusammen aus 95,8 Prozent Weißen, 0,5 Prozent Afroamerikanern, 0,1 Prozent amerikanischen Ureinwohnern, 0,1 Prozent Asiaten sowie 2,6 Prozent aus anderen ethnischen Gruppen; 0,8 Prozent stammten von zwei oder mehr Ethnien ab. Unabhängig von der ethnischen Zugehörigkeit waren 7,2 Prozent der Bevölkerung spanischer oder lateinamerikanischer Abstammung.
24,9 Prozent der Bevölkerung waren unter 18 Jahre alt, 56,7 Prozent waren zwischen 18 und 64 und 18,4 Prozent waren 65 Jahre oder älter. 51,2 Prozent der Bevölkerung war weiblich.
Das mittlere jährliche Einkommen eines Haushalts lag bei 47.637 USD. Das Pro-Kopf-Einkommen betrug 22.781 USD. 14,4 Prozent der Einwohner lebten unterhalb der Armutsgrenze.

## Persönlichkeiten
- Gale Sondergaard (1899–1985), Schauspielerin
- Herbert W. Chilstrom (1931–2020), lutherischer Bischof, erster Presiding Bishop der ELCA